# Abraham Jackson
Abraham Jackson (Monrovia, 12 de fevereiro de 1972) é um ex-futebolista profissional liberiano que atuava como goleiro.

## Carreira
Abraham Jackson representou o elenco da Seleção Liberiana de Futebol no Campeonato Africano das Nações de 2002.